# Gastrophora henricaria
Espèce
Gastrophora henricaria est un insecte lépidoptère de la famille des Geometridae vivant dans le quart sud-est de l'Australie.
Il a une envergure de 50mm.
Sa larve se nourrit sur les eucalyptus et Lophostemon confertus.

## Galerie

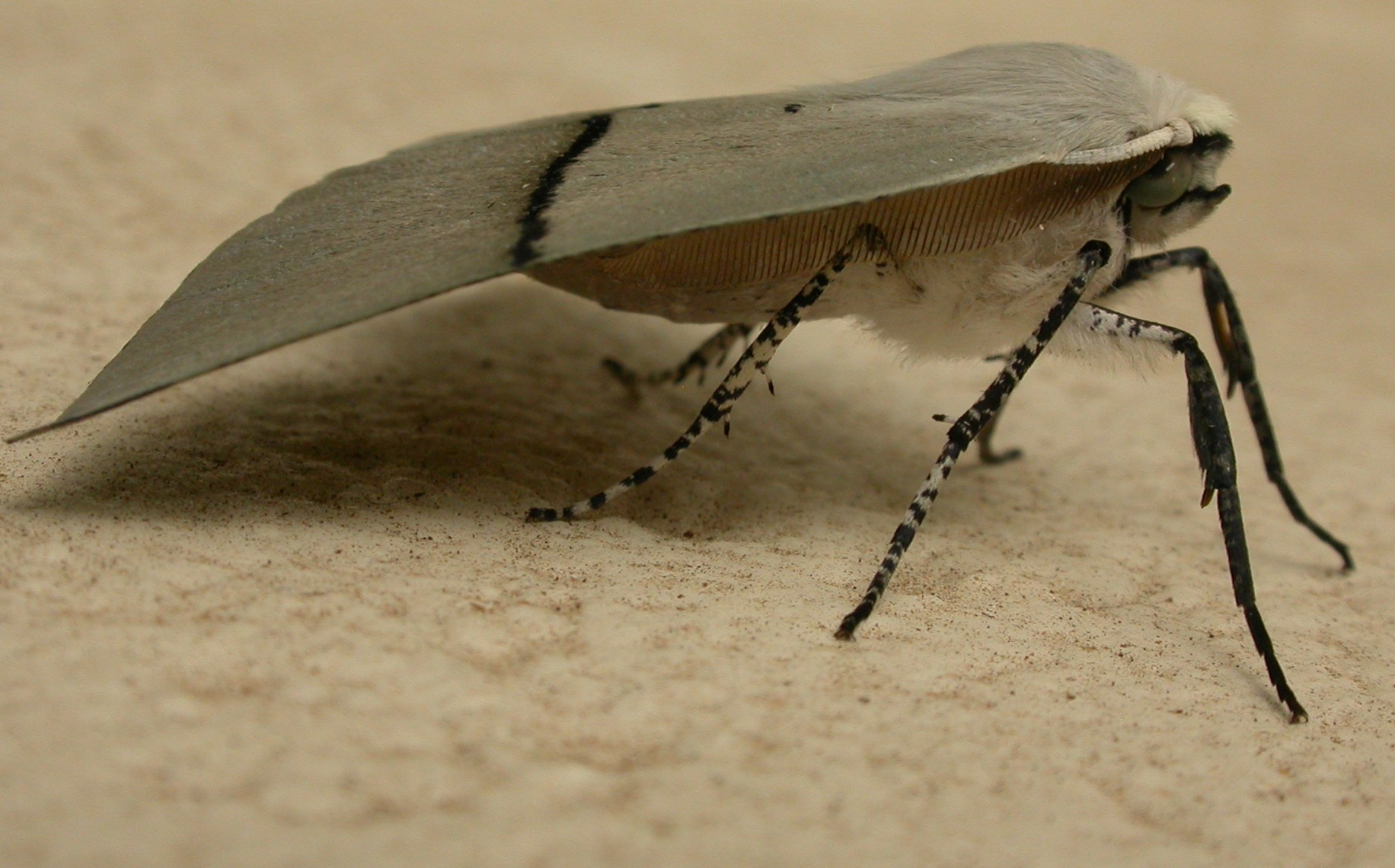